# Ceromitia wahlbergi
Ceromitia wahlbergi is een vlinder uit de familie van de langsprietmotten (Adelidae). De wetenschappelijke naam van de soort is voor het eerst geldig gepubliceerd door Zeller in 1852.
De soort komt voor in tropisch Afrika.